# Deviation
|  | Sammenskrivningsforslag Artiklerne Misvisning, Deviation er foreslået sammenskrevet. (Siden november 2014) Diskutér forslaget |

Deviation er en betegnelse for den afvigelse et kompas udviser på grund af magnetisk påvirkning fra jerndele i nærheden af kompasset. Eksempelvis ombord på et skib. Deviation måles i grader i forhold til den retning, som kompasets nål ville pege i, hvis kompasset var placeret et sted uden denne lokale magnetiske påvirkning.
Hvis man ønsker at sejle en bestemt kurs efter kompasset, bliver man nødt til at korrigere for deviationen. Hvis deviationen eksempelvis er 12 grader, skal man sejle en kurs hvor kompasnålen peger 12 grader højere, end den faktisk ønskede kurs.
Deviationen er forskellig fra skib til skib, da den som sagt afgøres af lokale forhold. Deviationen vil også være forskellig alt efter hvilken kurs skibet sejler. Deviationen kan eksempelvis være 12 grader, når man sejler mod sydøst og 7 grader, når man sejler mod nord. For at holde styr på dette udarbejdes en såkalt deviationstabel for det aktuelle fartøj. I deviationstabellen kan man se den konkrete deviationen ud fra den specifikt sejlede kurs, og altså hvor meget man skal korrigere kompassets viste kurs.